# Électricité de Guinée

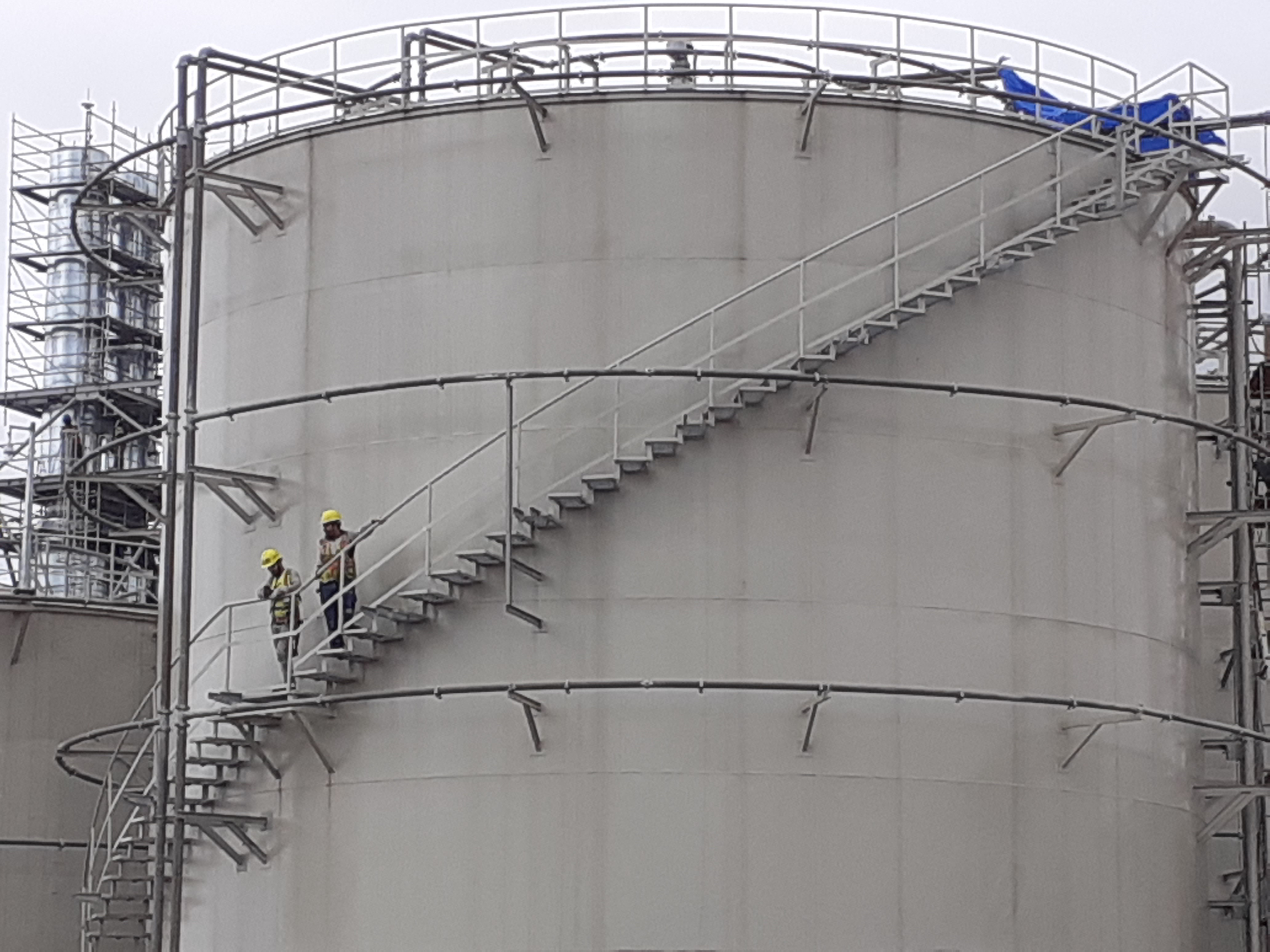
Centrale thermique de la Tannerie

L' Électricité de Guinée (EDG) est une société anonyme à capitaux publics majoritaires, concessionnaire de la production, du transport, de la distribution et de la vente de l’énergie électrique en république de Guinée.

## Histoire
L'électricité de Guinée en abrégé EDG, est née à la suite de la dissolution de la Société guinéenne d'électricité SOGEL et de la dissolution de l'Entreprise nationale d’électricité de Guinée Enelgui. Ainsi, l'EDG succède à la Société Nationale d'électricité SNE l'Enterprise Nationale d'Electricité de Guinée (entreprise nationale) et l'Enelgui (société de patrimoine).
En 1961, la gestion du secteur a été assurée par la société nationale d’électricité (SNE). En 1987, la SNE a été remplacée par l’entreprise nationale d’électricité de Guinée (ENELGUI). En 1994, une nouvelle réforme institutionnelle du secteur a donné naissance à deux sociétés notamment l'ENELGUI en tant que société de patrimoine et SOGEL comme la société d’exploitation avec 2/3 du capital détenu par des privés et 1/3 pour l’État Guinéen représenté par ENELGUI.
En décembre 2001, ENELGUI et la SOGEL ont été dissoutes pour donner naissance à l'actuel Électricité de Guinée (EDG).
| N° | Nom                | Debut            | Fin          |
| -- | ------------------ | ---------------- | ------------ |
|    | Laye Sékou Camara  | 17 mars 2022     | 16 mars 2024 |
|    | Elhadj Gando Barry | 11 novembre 2024 | En cours     |

## Chiffres clés
- Puissance installée : 242,24 MW
- Puissance installée en production hydraulique : 138,71 MW
- Puissance installée en production thermique : 103,53 MW
- Puissance disponible : 188,77 MW
- Puissance disponible hydraulique : 120,20 MW
- Puissance disponible thermique : 68,57 MW [4].

## Métiers d'EDG
EDG est spécialisé dans l'ensemble du processus de production et de distribution de l'électricité, de la conception des centrales électriques à la distribution aux particuliers.

## Production et distribution
Barrage de Kaleta
Une puissance de 240 MW, permet de résorber une bonne partie du déficit énergétique du pays, estimé à 400 MW.
Barrage de Souapiti
Sa puissance atteindra 550 MW et sa mise en service est prévue fin 2019.
Barrage de Amaria (en construction)